# 2010 у науці

## Найважливіші наукові відкриття

### Квантова машина
«Проривом року» у 2010 журнал Science назвав розробку першої квантової машини Ендрю Клеландом та Джоном Мартінсом із Каліфорнійського університету. Це перший створений людиною механізм, що працює за принципами не класичної, а квантової механіки. Квантова машина складається із маленької пластинки, виготовленої із напівпровідника (нітрид алюмінію), і покритої алюмінієм. Коливання пластинки можна реєструвати завдяки створеному нею електричоному полю. Дослідники охолоджували пластинку, поки вона не досягнула основного стану, пізніше підняли її енергію на один квант, щоб отримати справжній квантовомеханічний коливний стан. Крім великого значення для експериментальної фізики, цей механізм також може бути використаний для виготовлення дуже чутливих датчиків сили.

### Синтетичний геном
Дослідникам із Університету Крейґа Вентера у Роквілі вдалось створити перший життєздатний організм із синтетичним геномом. За зразок Даніель Ґібсон та співробітники вибрали геном бактерії Mycoplasma mycoides (1,1 млн п.н), в нього внесли деякі зміни, зокрема вбудвували маркерні послідовності, а також послідовності, в яких була закодована вебадреса і кілька відомих цитат. Геномна ДНК була штучно синтезована у вигляді фрагментів, які об'єднувались у клітинах дріжджів, після цього кільцевою ДНК трансформували бактерії Mycoplasma capricolum, власний геном яких був зруйнований. Після перенесення ДНК бактерії виявились цілком життєздатними і могли розмножуватись.

### Неандертальці схрещувались з людьми
Геном неандертальців був секвенований ще у 2009 році, для цього використовувались кістки трьох самок, що жили в Хорватії 38-44 тис. років тому. У 2010 році отримані послідовності порівняли із геномами близько 2000 людей із різних частин світу. Результати генетичного аналізу показали, що між популяцією неандертальців та предків сучасних людей існував потік генів, тобто вони схрещувались між собою. Отже сучасні люди успадкували деякі гени від неандертальців.

### Профілактика зараження ВІЛ
У 2010 році було розроблено кілька нових методів профілактики зараження вірусом імунодефіциту людини: 
- використання вагінального керму, що містить антиретровірусний препарат тенофовір, зменшувало імовірність зараження у жінок на 39%;
- прийом цього препарату орально зменшував імовріність зараження на 43,8%[2] (за іншими джерелами на 73%[3]) у чоловіків, що мали секс з іншими чоловіками.

### Мутації, що викликають рідкісні спадкові захворювання
Для більше десяти рідкісних спадкових захворювань було встановлено специфічні мутації, що їх викликають. Для цього вчені використовували секвенування екзонів геному людини.

### Комп'ютерна симуляція фолдингу білків
Використовуючи один із найпотужніших із сучасних комп'ютерів, вченим вдалось створити реалістичну модель динаміки молекули білка під час фолдингу (просторового «упаковування»). Довжина цього поліпептиду у 100 разів перевищувала довжину тих білків, для яких раніше вдавалось побудувати подібні моделі.

### РНК-перепрограмування
У 2010 році було запропоновано нові методи для запуску дедиференціації клітин і перетворення їх в індуковані плюрипотентні клітини. Для цього використовуються хімічно модифіковані молекули РНК кількох генів. Новий метод перепрограмування удвічі швидший та у 100 раз ефективніший за попередні, базовані на використанні вірусів для вставки певних генів у геном.

## Нагороди

### Нобелівська премія
- З фізики: Андрій Гейм та Костянтин Новоселов «за експерименти з двовимірним матеріалом графеном».[6]
- З хімії: Річард Гек, Еїті Негісі, Акіра Судзукі за розробку паладієвого каталізатора в органічному синтезі.[7]
- З фізіології та медицини: Роберт Едвардс «за розробку технології штучного запліднення»[8]

### Абелівська премія
Джон Тейт (Техаський університет) — «головному архітекторові теорії чисел за видатний слід в сучасній математиці».

### Премія Тюрінга
Леслі Веліант — за внесок у теорію алгоритмів, включаючи наближено правильне навчання, теорію складності підрахунку та алгебраїчного обчислення, а також теорію паралельних та розподілених обчислень.

### Золота медаль імені В. І. Вернадського Національної академії наук України
- Лисиця Михайло Павлович — за видатні досягнення в галузі оптики та спектроскопії.
- Мануель Кардона — за видатні досягнення у фізиці та оптиці твердого тіла.

### Державна премія України в галузі науки і техніки
Докладніше: Лауреати Державної премії України в галузі науки і техніки за 2010 рік

### Премії НАН України імені видатних учених України
Докладніше: Премії НАН України імені видатних учених України — лауреати 2010 року